# Delta-ISO
Een Delta-ISO wordt gebruikt om verouderde ISO-bestanden bij te werken (patchen). Dit is vooral handig bij Linuxdistributies. Een Delta-ISO bevat alleen de wijzigingen ten opzichte van de vorige versie  waardoor het bestand kleiner is en er bandbreedte wordt bespaard. Zodra een Delta-ISO gedownload is, kan die gebruikt worden om de verouderde ISO bij te werken naar de nieuwe versie. openSUSE maakt gebruik van deze techniek.

## Makedeltaiso
Makedeltaiso  maakt van twee ISO's een Delta-ISO. Hiervoor wordt volgend commando ingetypt in de Linux-terminal:
```
      makedeltaiso oudeiso nieuweiso deltaiso
```

## Applydeltaiso
Applydeltaiso maakt een nieuwe ISO van de oude ISO (zonder wijzigingen) en de Delta-ISO (met wijzigingen) waardoor het systeem wordt bijgewerkt (gepatcht) naar de nieuwste versie. Deze nieuwe versie wordt opgeslagen als een nieuw ISO-bestand waardoor er later opnieuw een Delta-ISO op toegepast kan worden. Hiervoor wordt het volgende commando ingetypt in de Linux-terminal:
```
      applydeltaiso oudeiso deltaiso nieuweiso
```